# Ponte Tilikum
A Ponte Tilikum (em inglês:  Tilikum Crossing) é uma ponte estaiada sobre o Rio Willamette em Portland, Oregon. A ponte foi projetada pela TriMet, a autoridade dos transportes da região metropolitana de Portland, para a Linha Laranja do VLT de Portland. A ponte também serve a ônibus e a trens do sistema de bondes de Portland, bem como a bicicletas, pedestres e veículos de emergência. Carros e caminhões não são permitidos na ponte. É a primeira ponte importante nos EUA que foi projetada para o transporte público, ciclistas e pedestres, mas não para carros.
A construção começou em 2011 e a ponte foi oficialmente aberta em 12 de setembro de 2015. Em homenagem aos indígenas americanos, a ponte recebeu o nome de tilikum, a palavra em chinook para povo. A Ponte Tilikum foi a primeira ponte sobre o Rio Willamette na região metropolitana desde 1973.

## Galeria

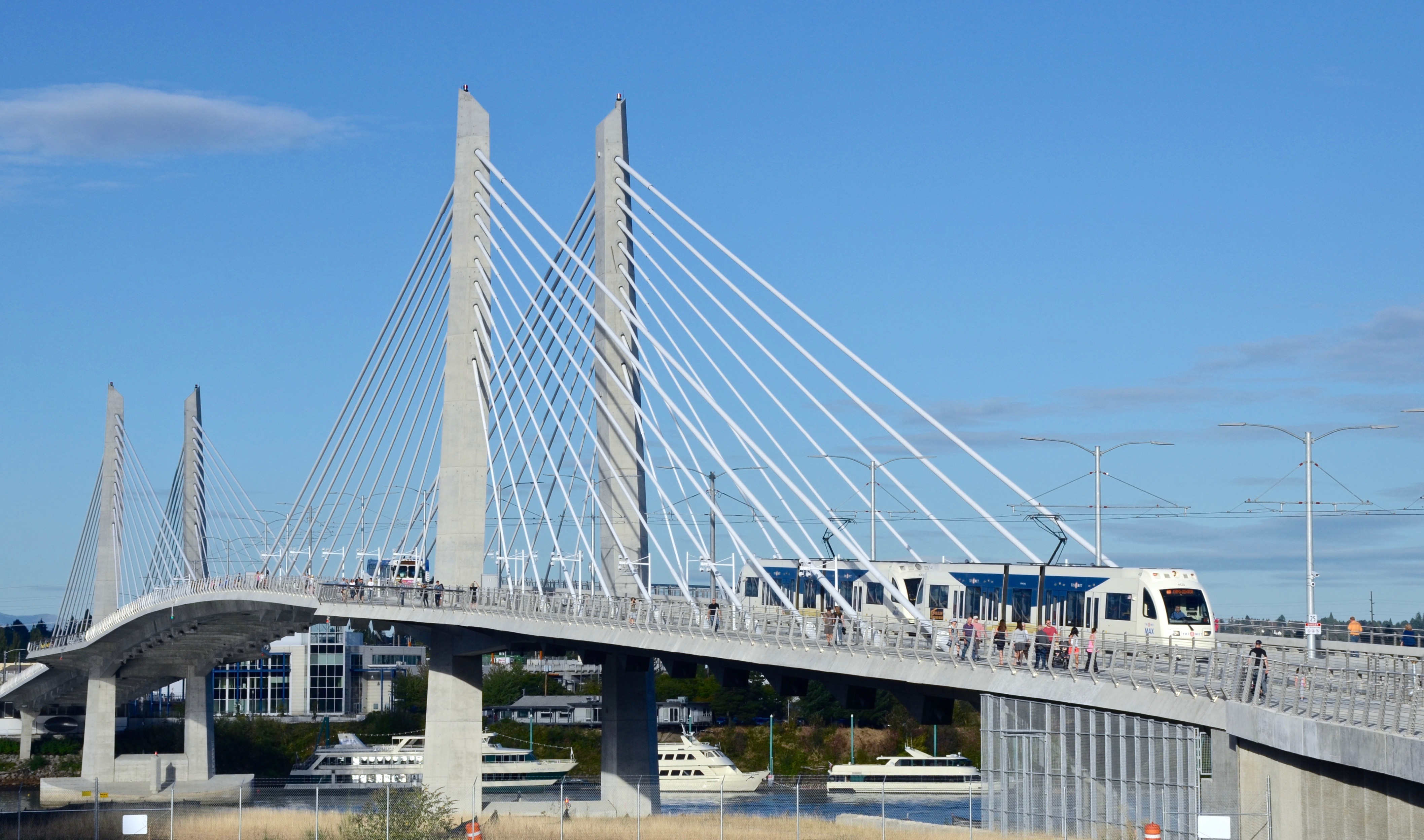
Um trem e um ônibus cruzando a ponte.
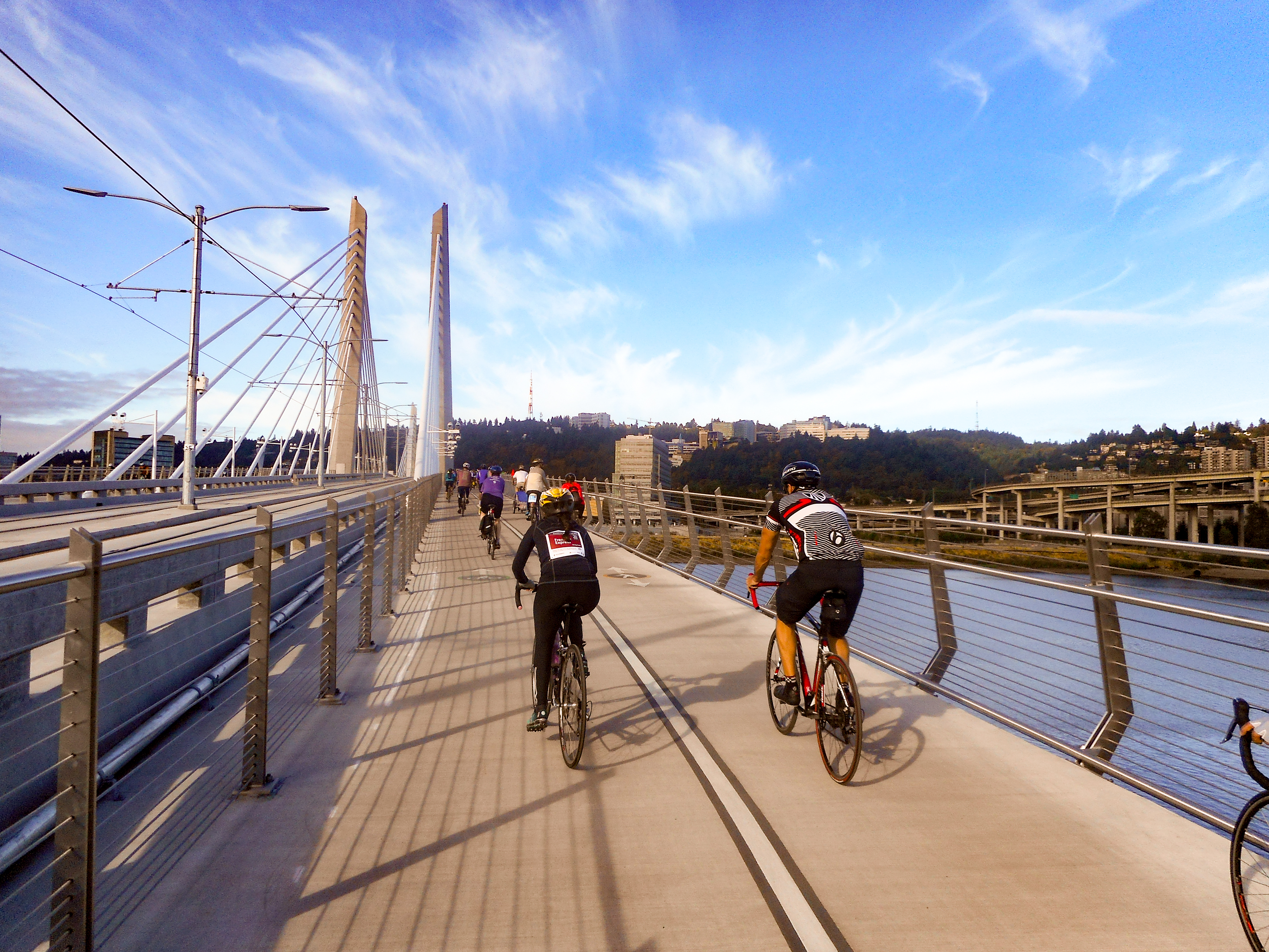
Ciclistas na ponte.
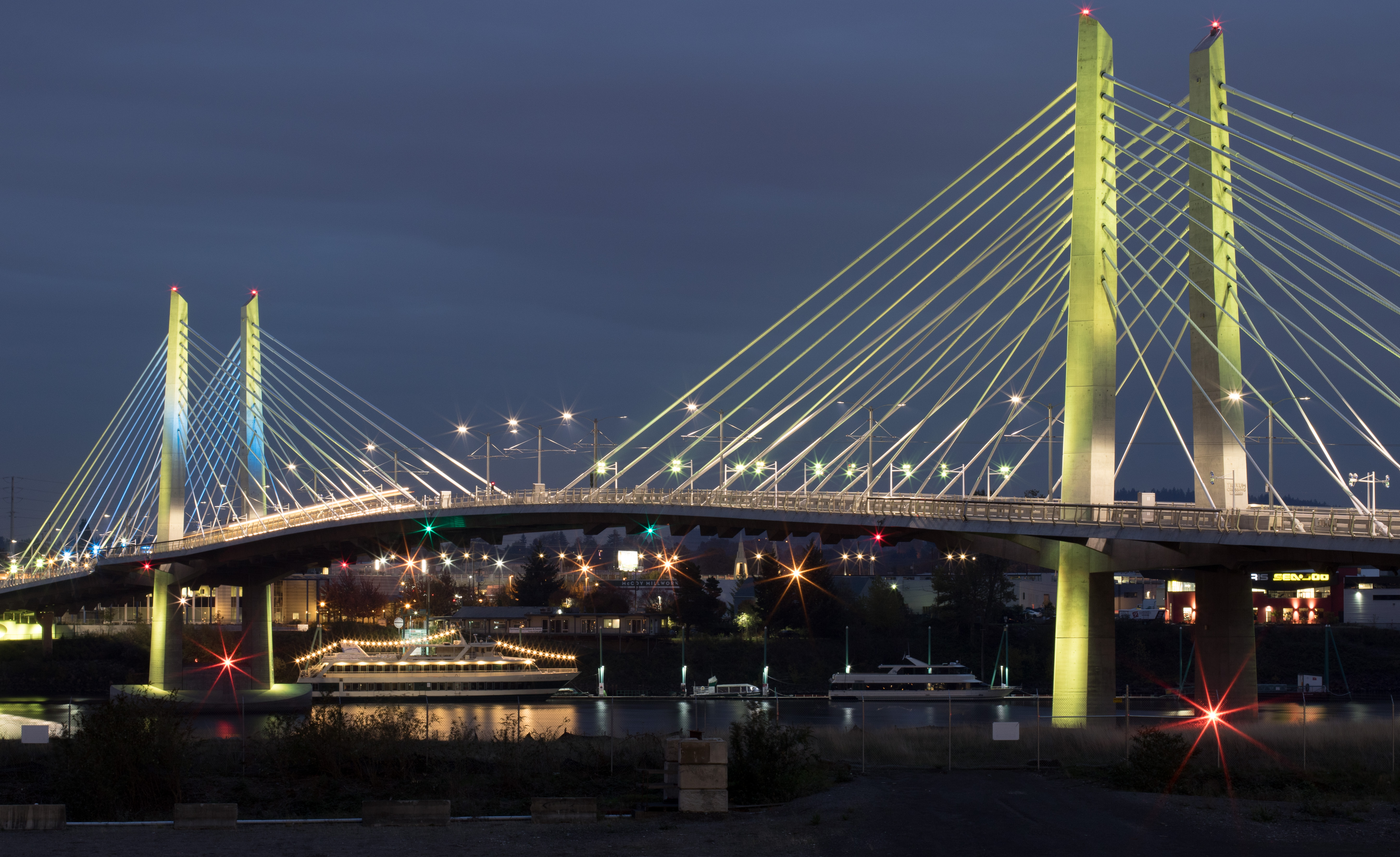
Iluminação especial da ponte.
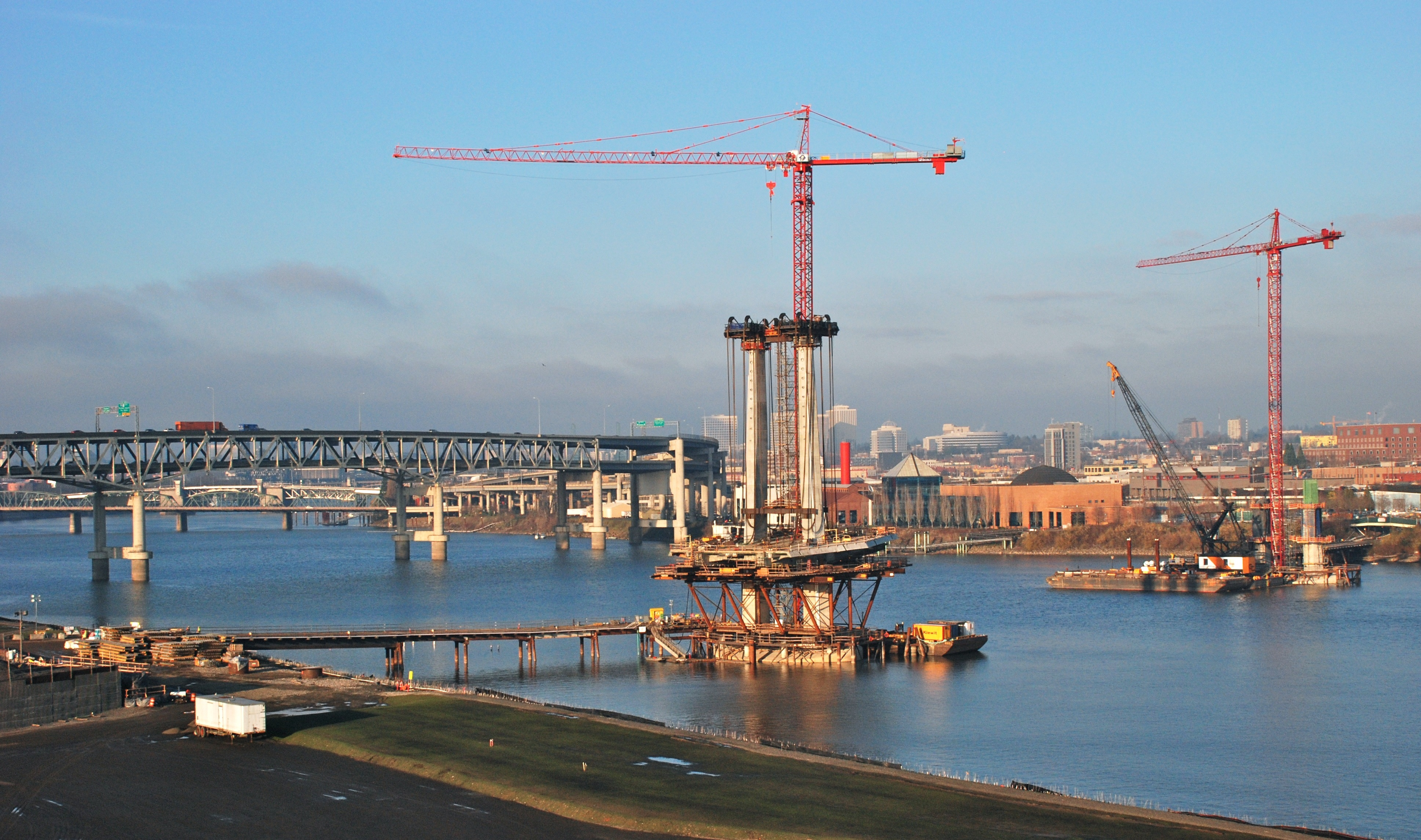
Construção dos mastros da ponte em janeiro de 2013.
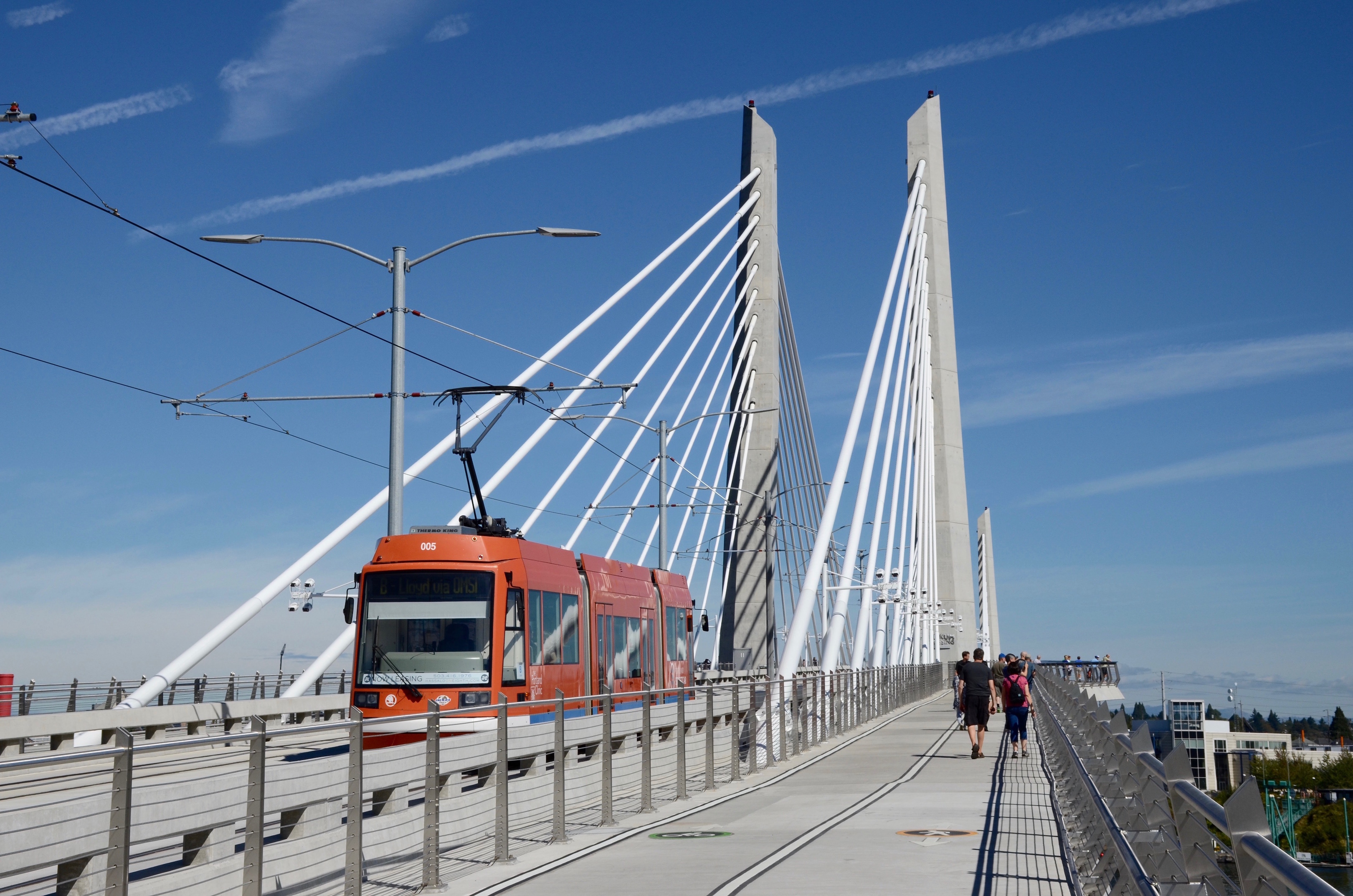
Mesmo a ponte sendo de propriedade da TriMet, a autoridade metropolitana, é permitido que o sistema de bondes da cidade a use.